# Corral (Pontils)
El Corral és una obra de Pontils (Conca de Barberà) inclosa a l'Inventari del Patrimoni Arquitectònic de Catalunya.

## Descripció
Es tracta de les restes d'un antic corral situat al Racó de Rojals. S'hi accedeix mitjançant un corriol. Per les restes conservades, es creu que també podria ser un estable per arrecerar el bestiar.
El material emprat és pedra calcària irregular pròpia de la zona. S'aprecien dos compartiments longitudinals amb arcs de mig punt i un petit recinte annex que deuria funcionar com habitatge. Té un cinquanta per cent de la seva superfície cobert per vegetació.